# Lödöse
Lödöse ( PRONÚNCIA) é uma localidade da província sueca da Västergötland, situada na margem esquerda do rio Göta älv, 40 km a nordeste da cidade de Gotemburgo.
Tem cerca de 1 831 habitantes, e pertence à comuna de Lilla Edet.
A sua economia está baseada em serviços e pequenas indústrias.

## Etimologia
O nome geográfico Lödöse parece derivar de Liudha (antigo nome do rio Gårda) e  øse (foz de rio).
A primeira referência conhecida à cidade aparece sob a forma LEDU(S) ou  LEODU(S) numa medalha ornamental do século XII.
Em documento escrito, a povoação está mencionada em latim como Liuthusium, pelo historiador dinamarquês Saxão Gramático, por volta do ano 1200.

## História
A velha Lödöse foi fundada no século XI, cresceu fortemente no século XII, e floresceu no século XIII e XIV. Era então uma importante cidade medieval da Suécia, dispondo do único porto da costa Oeste com acesso ao Mar do Norte, e sendo um importante centro comercial com relações com a Liga Hanseática, e com vários países europeus, incluindo a Hispânia. Tinha três igrejas, um convento dominicano, um hospital e um castelo, onde residia por vezes a corte sueca, e uma oficina de cunhagem oficial de moeda. No século XV, era ainda uma das seis principais cidades do reino, mas a sua posição geográfica tornava-a cada vez mais inviável face à constante pressão da Noruega e da Dinamarca. Após ter sido saqueada e incendiada pelos dinamarqueses em 1455, os seus habitantes mudaram em massa em 1473 para a atual Gammelstaden, em Gotemburgo, que então recebeu o nome Nya Lödöse ou Nylöse. Hoje em dia, a velha Lödöse é uma pequena localidade da Västergötland, albergando o Museu de Lödöse (Lödöse museum), onde está presente e vivo o passado grandioso da urbe medieval.

## Património turístico
- Museu de Lödöse (Lödöse museum)

## Galeria

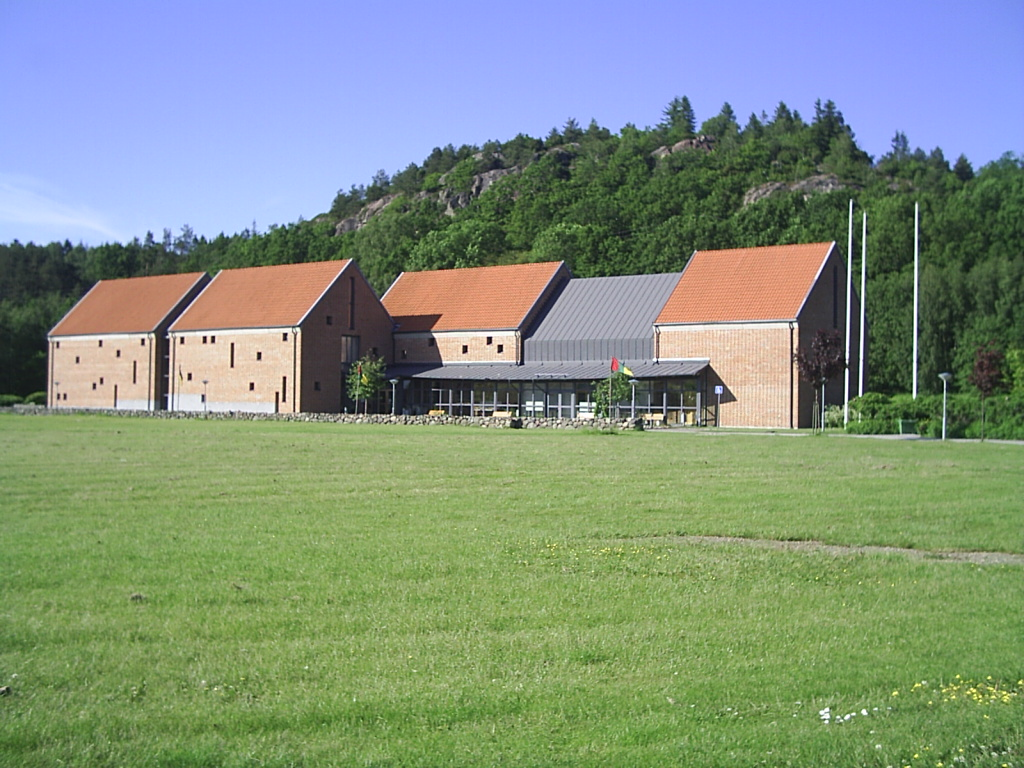
O Museu de Lödöse
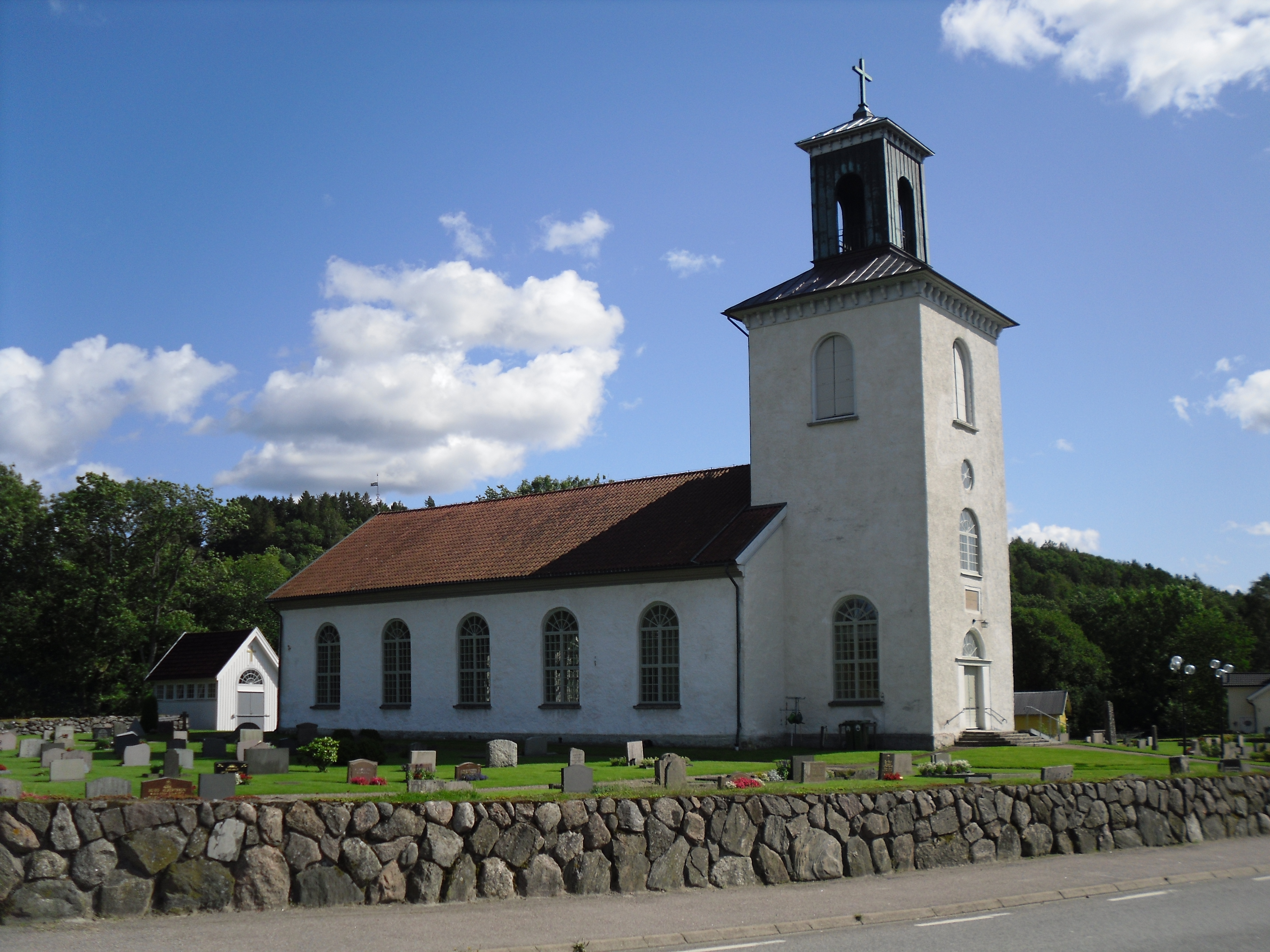
A igreja de Lödöse